# Noorderplantage
De Noorderplantage is een stadspark in Leeuwarden in de Nederlandse provincie Friesland.
In 1843 werd op de voormalige Noorderdwinger een plantage aangelegd die aan de oostzijde werd aangesloten op de Prinsentuin. De west- en noordzijde wordt begrensd door de Stadsgracht.
In het park staat de Pier Pandertempel, een kunsttempel naar plannen van beeldhouwer Pier Pander (1864-1919). Het bouwwerk werd in 1924 uitgevoerd door architect Jan van der Mey en vormgever Nicolaas Petrus de Koo. Er staat ook een molenaarshuis. Beide bouwwerken zijn rijksmonumenten.
De Van Eysingabank is een kunstwerk van Andries Baart sr. uit 1946. In 1980 werd een Beatrixboom geplant. Het beeld De Koerierster is een oorlogsmonument en is gemaakt door beeldhouwster Tineke Bot en werd in 1981 geplaatst. 

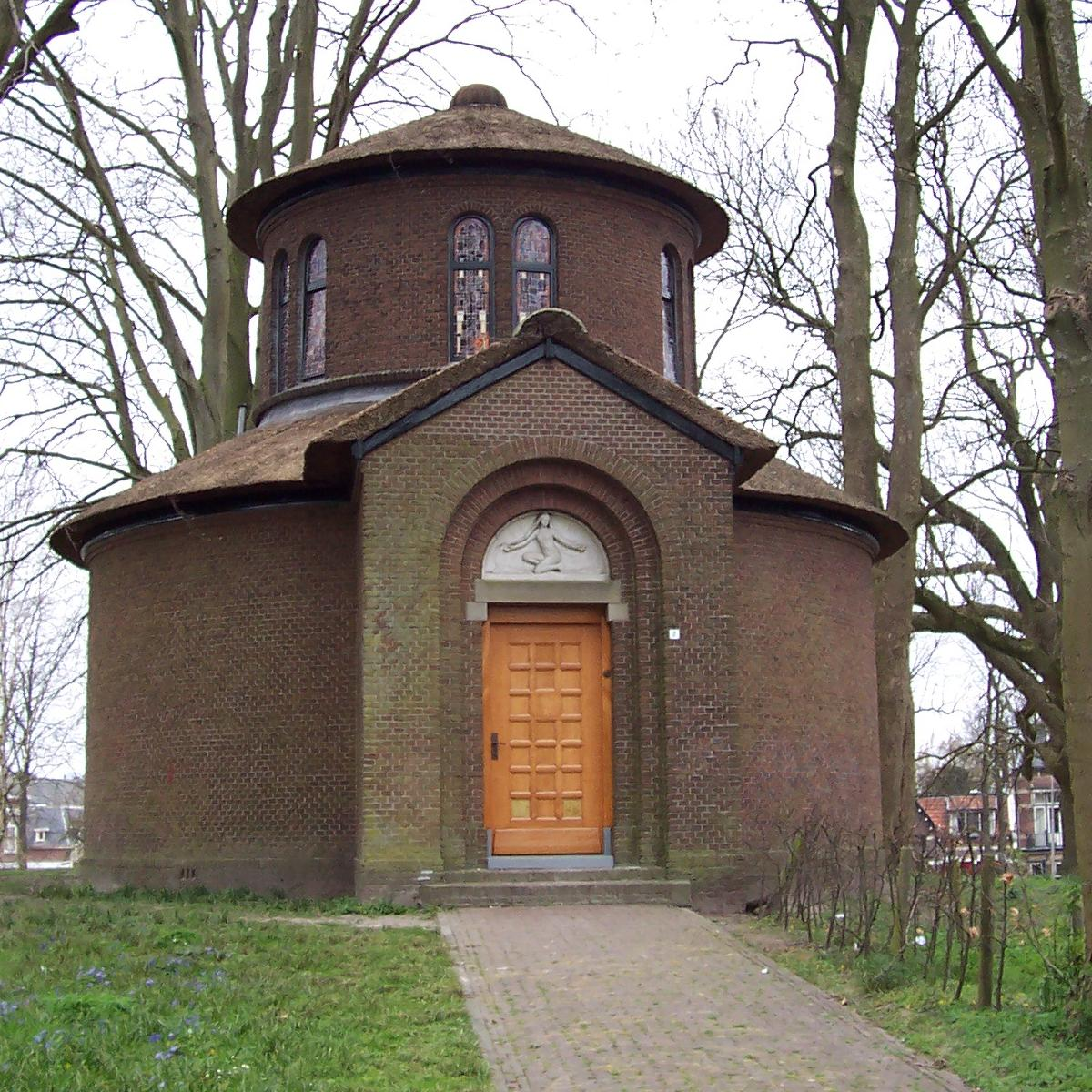
Pier Pandertempel
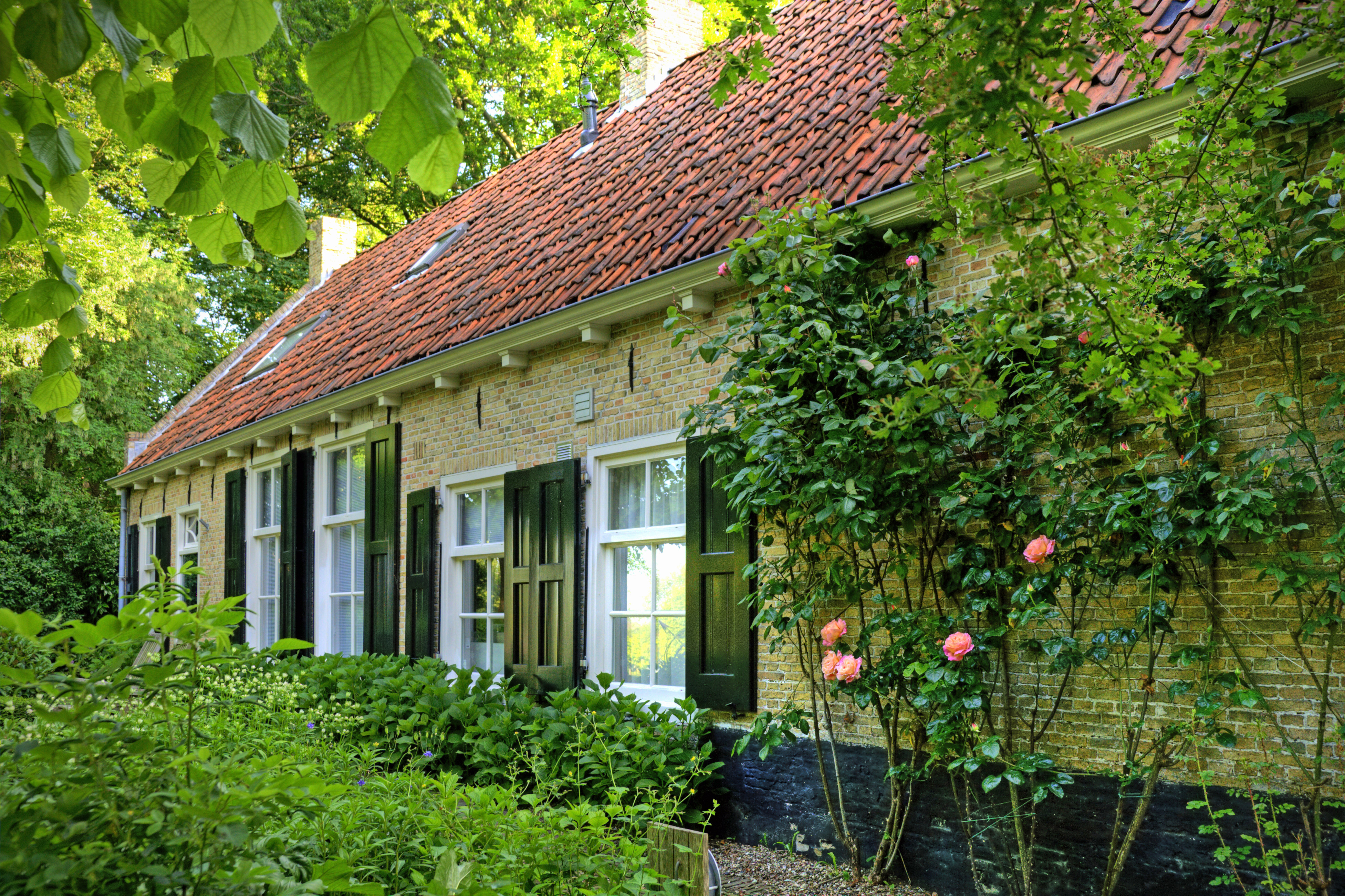
Molenaarshuis
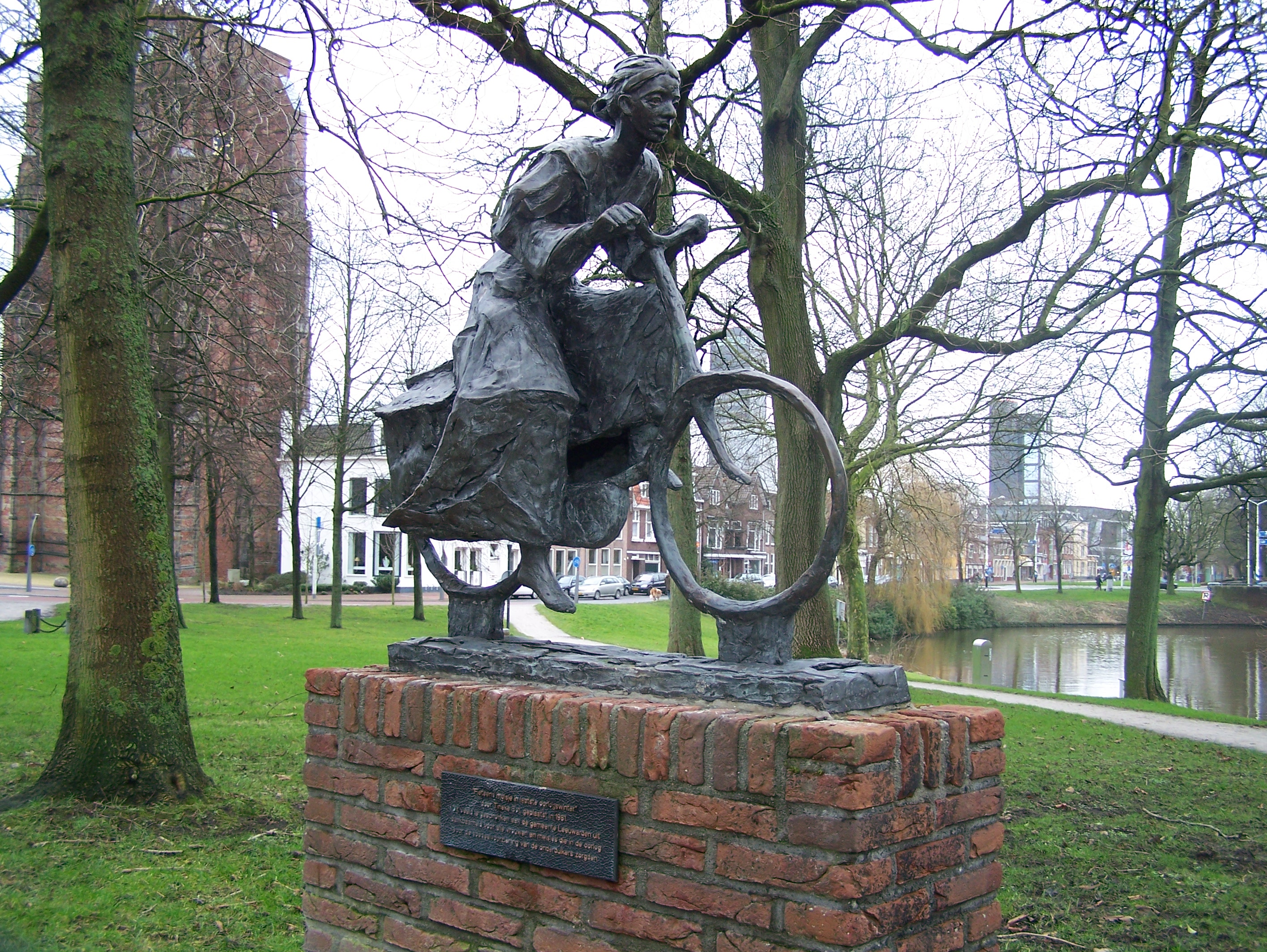
De Koerierster
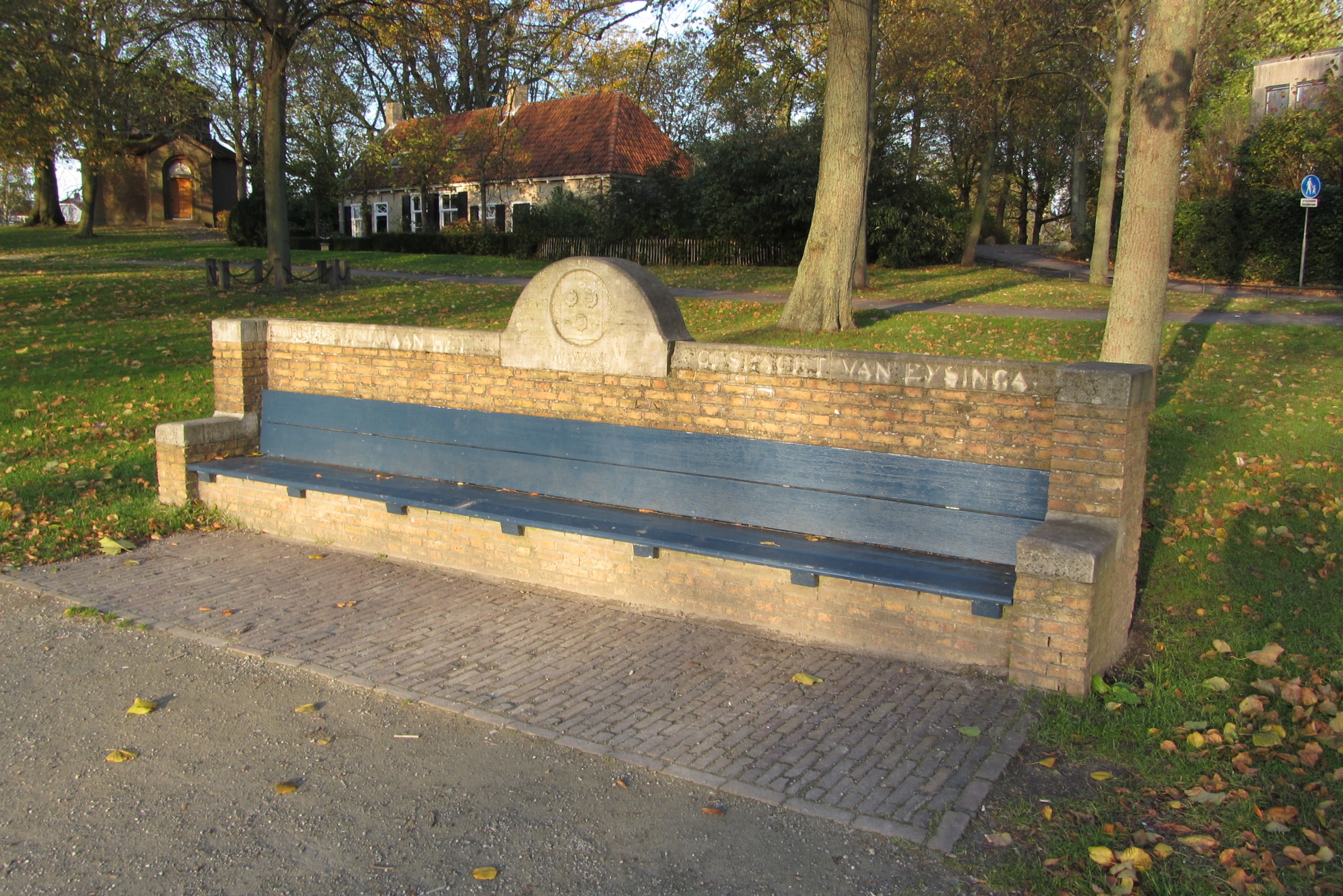
Van Eysingabank en links de Beatrixboom

Abbingapark · 
Dr. Zamenhofpark · 
Julianapark · 
Kronenbergerpark · 
Noorderplantage · 
Oostervijverpark · 
Prinsentuin · 
Rengerspark · 
Westerpark

Parken in Friesland